# سرکهوران
سرکهوران روستایی در دهستان حومه بخش مرکزی شهرستان ایرانشهر استان سیستان و بلوچستان ایران است.
سرکهوران در پنج کیلومتری شرق شهرستان ایرانشهر است،مردم ایرانشهر بیشتر سرکهوران را با قنوات متعدد میشناسند که آب شرب شهرستان ایرانشهر را تامین می کند، در منطقه سرکهوران موتور های آب و مزارع کشاورزی زیادی وجود دارد و به عنوان مهد کشاورزی شهرستان شناخته می شود ،بیستر سطح زیر کشت مربوط به گندم است.

## جمعیت
بر پایه سرشماری عمومی نفوس و مسکن در سال ۱۳۹۵ جمعیت این مکان ۱٬۴۵۰ نفر (۳۶۰خانوار) بوده‌است.

## جغرافیا
روستای سرکهوران دارای دو کارخانه یعنی کارخانه آجر که در حال حاضر ورشکسته است و کارخانه اب معدنی است که در حال حاضر کار می‌کند.
آب این روستا بسیار خوب و دارای مواد معدنی بسیاری است و سفره‌های زیرزمینی آبی بسیاری دارد به‌طوری‌که آب شهر ایرانشهر و روستاهای اطراف از این روستا تهیه می‌شود.
در روستای سرکهوران موتورهای آب کشاورزی بسیاری وجود دارد.
در این روستا خرابه‌های یک قلعه قدیمی نیز به چشم می‌خورد که معروف به قلعه ملکان است